# Луціус Вільдхабер
Луціус Вільдгабер (нім. Luzius Wildhaber; 18 січня 1937, Базель — 21 липня 2020) — швейцарський суддя.
З 1991 по 2006 — суддя Європейського суду з прав людини.
Займав посаду президента Європейського суду з прав людини з 1 листопада 1998 по 18 січня 2007 року.
Був першим президентом Європейського суду з прав людини в його новому форматі після ратифікації 11-го Протоколу, який відкрив доступ до суду громадянам з 47 країн.

## Життєпис
Навчався праву в університеті Базеля (доктор права, 1961), Парижа, Єльському університеті (магістр права, 1965), факультеті права Гейдельберзького університету (з 1971 — професор)